# Nils-Holger Areskog
Carl Nils-Holger Areskog, född den 19 september 1929 i Ronneby församling, Blekinge län, död den 20 juli 2010 i Räpplinge-Högsrums församling, Kalmar län, var en svensk läkare och professor. Areskog var son till tandvårdsinspektören i Kalmar Nils Areskog och Mimmie, född Albrechtsen.  

## Biografi
Efter studier i Uppsala blev Areskog medicine doktor och docent 1963 samt därefter överläkare vid klinisk-fysiologiska laboratoriet i Linköping, sedermera avdelningen för klinisk fysiologi. Han blev professor i klinisk fysiologi 1970 och emeritus 1994. Areskog var dekanus vid medicinska fakulteten 1970–1974 och 1980–1983, prorektor vid Linköpings universitet 1983–1989, initiativtagare till Hälsouniversitetet i Linköping, och verkade för förnyelse av utbildningen av läkare och andra yrkesgrupper med problembaserat lärande. Han var adjungerad professor vid Kalmar läns vårdhögskola 1996–1997 och ordförande i dess vetenskapliga råd 1996–1999. Han var även flygläkare vid flygvapnet. 
Areskog hade uppdrag som gästprofessor och rådgivare i internationella organisationer. Han konsulterades av Världshälsoorganisationen (WHO) i Köpenhamn och Genève (1984–1994), av Europarådet i Strasbourg (1990–1994) och var visiting professor vid Stanford university i USA, 1976–1977.
Nils-Holger Areskog var en framstående förespråkare för hälsofrågor och forskade kring hälso- och motionsfrågor och deltog i svenska Mount Everest-expeditionen 1987. Nils-Holger Areskog var styrande mästare i filiallogen Jojachim av Samfundet SHT 1982–1995.
Han belönades 1991 för sina insatser för Hälsouniversitetet med H.M. Konungens medalj i åttonde storleken i Serafimerordens band.
Ett av Linköpings universitets två studentspex, Holgerspexet, är döpt efter Areskog och hyllar honom efter varje föreställning med en sång. Areskog brukade av tradition hålla tal och dela ut blommor efter varje premiärföreställning. Areskog spelade i samband med talet "Ja må det leva" på två blockflöjter efter premiärföreställningen på Holgerspexets 10-årsjubileum 2007.
Nils-Holger Areskog utnämndes sommaren 2005 på Öland till hedersmedlem i Arreskows släktförening för sitt mångåriga engagemang i föreningen som medlem, ordförande och styrelseledamot. Ett stort antal minnesord skildrar Nils-Holger Areskog som en vinnande personlighet som efterlämnar starka minnen hos familj, vänner och kollegor i klinik och vetenskap. Han är begravd på Glömminge kyrkogård på Öland.